# Scopula luteolata
Scopula luteolata là một loài bướm đêm trong họ Geometridae.